# Ingärdebo Gårdsjö
Ingärdebo Gårdsjö är en sjö i Svenljunga kommun i Västergötland och ingår i Ätrans huvudavrinningsområde. Sjön har en area på 0,162 kvadratkilometer och ligger 166,5 meter över havet.

## Delavrinningsområde
Ingärdebo Gårdsjö ingår i det delavrinningsområde (635483-134893) som SMHI kallar för Utloppet av Gräsken. Medelhöjden är 167 meter över havet och ytan är 16,67 kvadratkilometer. Det finns ett avrinningsområde uppströms, och räknas det in blir den ackumulerade arean 34,51 kvadratkilometer. Porsån (Kvarnatorpsån) som avvattnar avrinningsområdet har biflödesordning 3, vilket innebär att vattnet flödar genom totalt 3 vattendrag innan det når havet efter 128 kilometer. Avrinningsområdet består mestadels av skog (71 procent). Avrinningsområdet har 2,22 kvadratkilometer vattenytor vilket ger det en sjöprocent på 13,3 procent.